# غوردون ماكدونالد (لاعب كرة قدم أمريكية)
غوردون ماكدونالد (بالإنجليزية: Gordon MacDonald)‏ هو لاعب كرة قدم أمريكية أمريكي، ولد في 8 يناير 1902 في West Bay City, Michigan ‏ في الولايات المتحدة، وتوفي في 29 أغسطس 1950 في ترينيداد في الولايات المتحدة.